# Хиггинс, Джон (художник)
Джон Хиггинс (англ. John Higgins, род. в 1949 году) — английский художник и сценарист комиксов. Много работал для журнала 2000 AD и часто сотрудничал с писателем Аланом Муром, в частности, был колористом серии «Хранители».

## Биография

### Ранние годы и начало карьеры
Джон Хиггинс родился в Уолтоне, Ливерпуль. Окончив школу в 15 лет, он пошёл в армию, а после увольнения провёл некоторое время в коммуне в Уилтшире. Вернувшись в Ливерпуль в 1971 году, возобновил учёбу в колледже искусств Уолласи (Wallasey College of Art). Там в 1974 году Джон получил квалификацию по технической иллюстрации, что позволило ему получить работу медицинского иллюстратора в The Royal Marsden NHS Foundation Trust.
После публикации своей первой работы в журнале Brainstorm в 1975 году Хиггинс нарисовал обложку для 2000 AD № 43 в 1977 году, а в 1978 году решил стать фрилансером, намереваясь вскоре стать профессиональным художником комиксов. В 1981 году он начал регулярно работать в 2000 AD, одними из его ранних проектов были комикс-стрип в Tharg's Future Shocks Алана Мура, а также обложки для импринта Marvel UK.

### «Британское вторжение» — настоящее время
После этого он стабильно работал в журнале 2000 AD и присоединился к «Британскому вторжению» в середине восьмидесятых — в частности, он выступил колористом графических романов Алана Мура «Хранители» и «Бэтмен: Убийственная шутка». Эту работу он получил благодаря раскрашиванию рисунка Стива Диллона в сюжете Мура для серии ABC Warriors. Это привело к тому, что Хиггинс стал больше работать на американском рынке, хотя он продолжал работать и над британскими изданиями (особенно над Judge Dredd) в течение 20 лет.
Вместе с Патом Миллсом Джон создал иллюстрации для Greysuit, а также работал с Джастином Греем и Джимми Пальмиотти над графической новеллой The Hills Have Eyes: The Beginning и Jonah Hex № 28.
Хиггинс также является сценаристом. Он написал и нарисовал свой первый выпуск Future Shock в 2000 AD и сделал то же самое для Razorjack, мини-серии комиксов от издательства Com.x, которая была переиздана в 2009 году.
Хиггинс работал в различных областях, создавая иллюстрации для анимации, фильмов и обложек книг, таких как The Cabinet of Light и «Моргейн». В 2012 году Хиггинс работал над проектом «Хранители. Начало», рисуя историю «Проклятие Красного Корсара», которая первоначально была написана Леном Уэйном. Позднее Хиггинс стал и сценаристом этой серии.
В 2016 году Хиггинс создал иллюстрации для шести почтовых марок, посвященных Великому лондонскому пожару, оформив их в стиле комикса.
В 2017 году коллекция его работ была выставлена в музее и галерее «Виктория» в Ливерпуле на выставке «Вне Дредда и Хранителей: искусство Джона Хиггинса».

## Награды
| Год  | Награда      | Категория       | Номинант                 | Результат | Ист.   |
| ---- | ------------ | --------------- | ------------------------ | --------- | ------ |
| 1988 | Премия Харви | Лучший колорист | «Хранители»              | Победа    | [ 14 ] |
| 1989 | Премия Харви | Лучший колорист | Batman: The Killing Joke | Победа    | [ 15 ] |
| 2011 | Inkpot Award |                 |                          | Победа    | [ 16 ] |